# St.-Michaels-Kapelle (Bockum-Hövel)

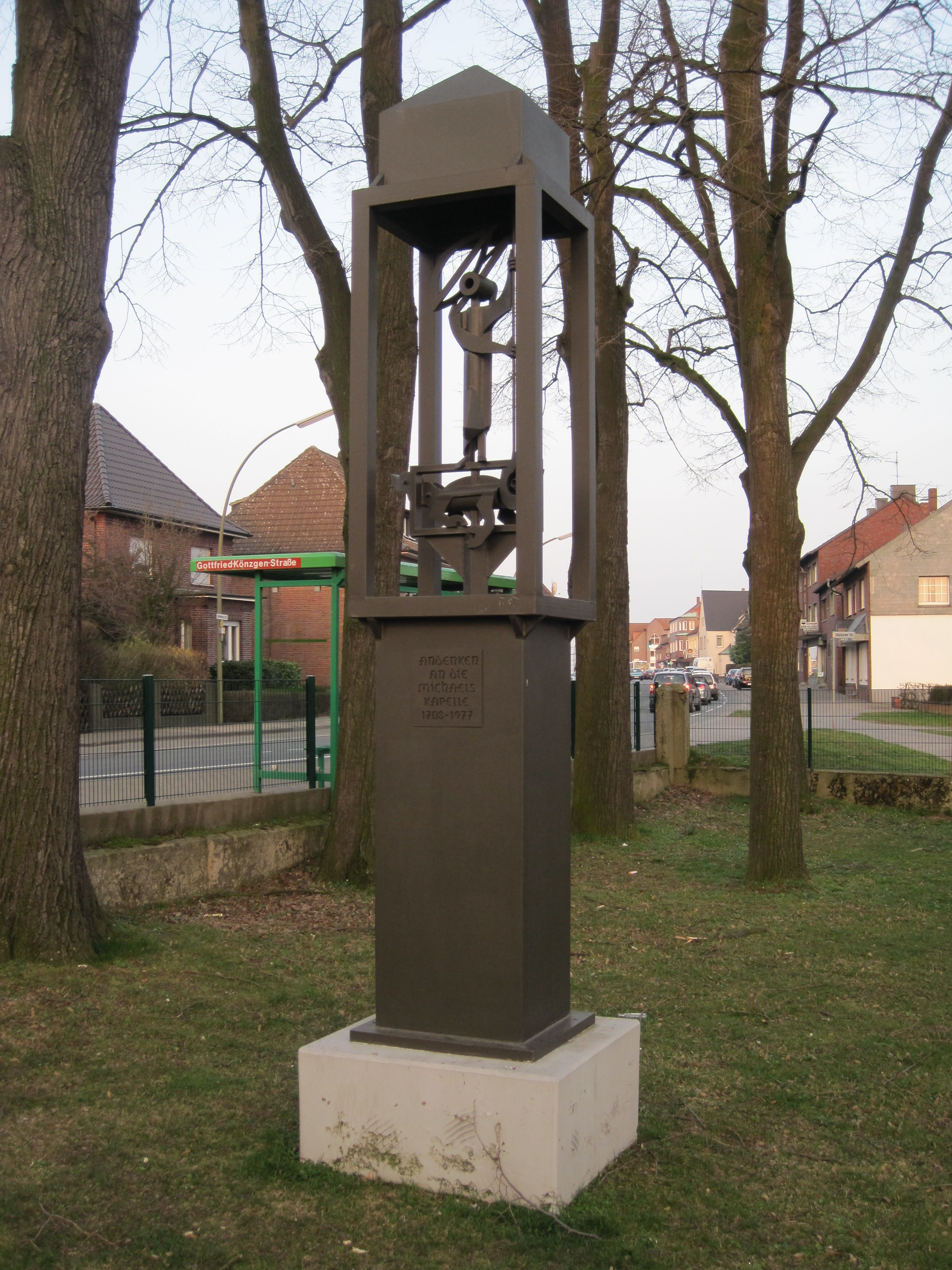
Michaelsskulptur zum Gedenken an die Michaels-Kapelle.

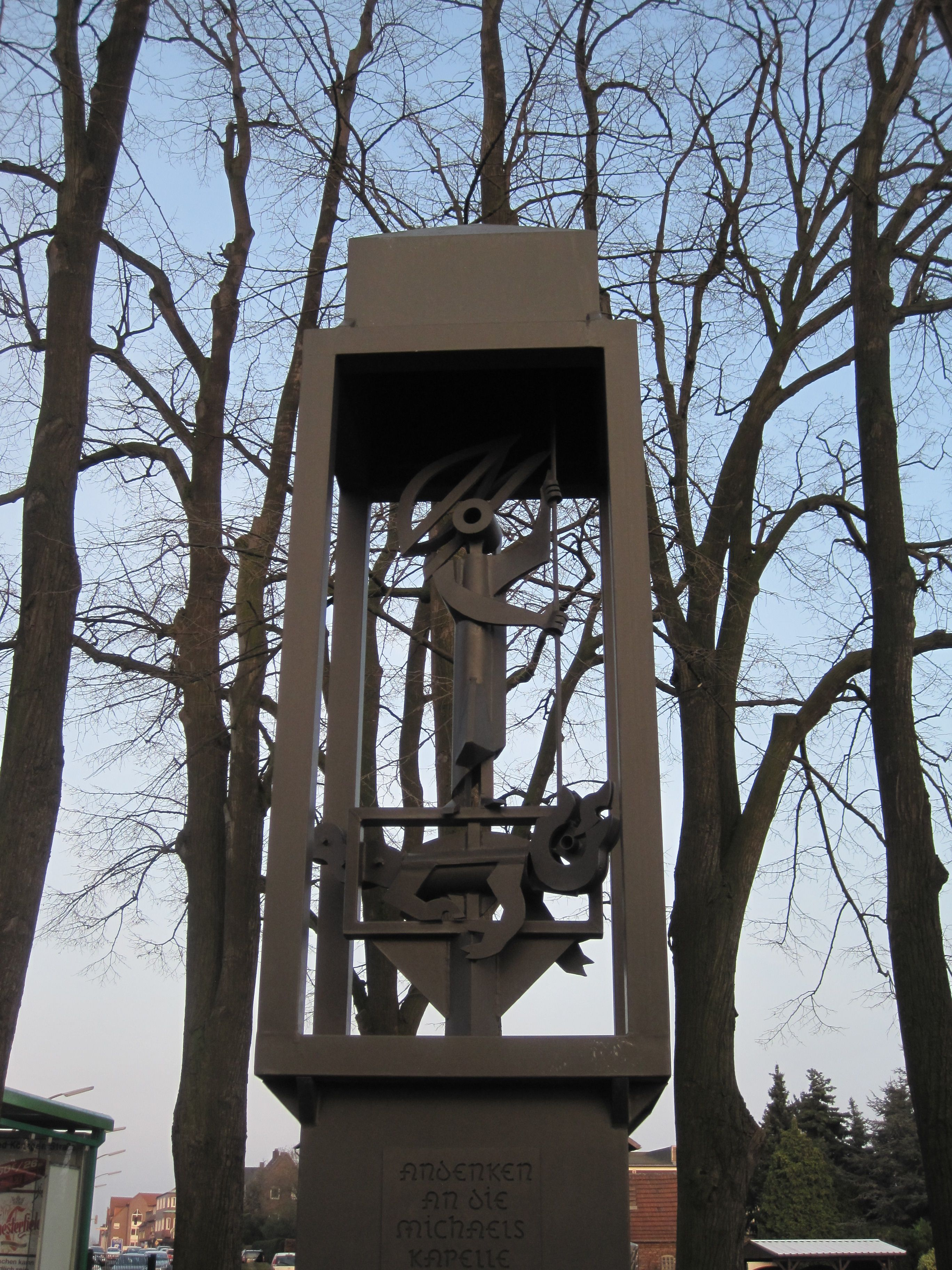
Michaelsskulptur zum Gedenken an die Michaels-Kapelle.

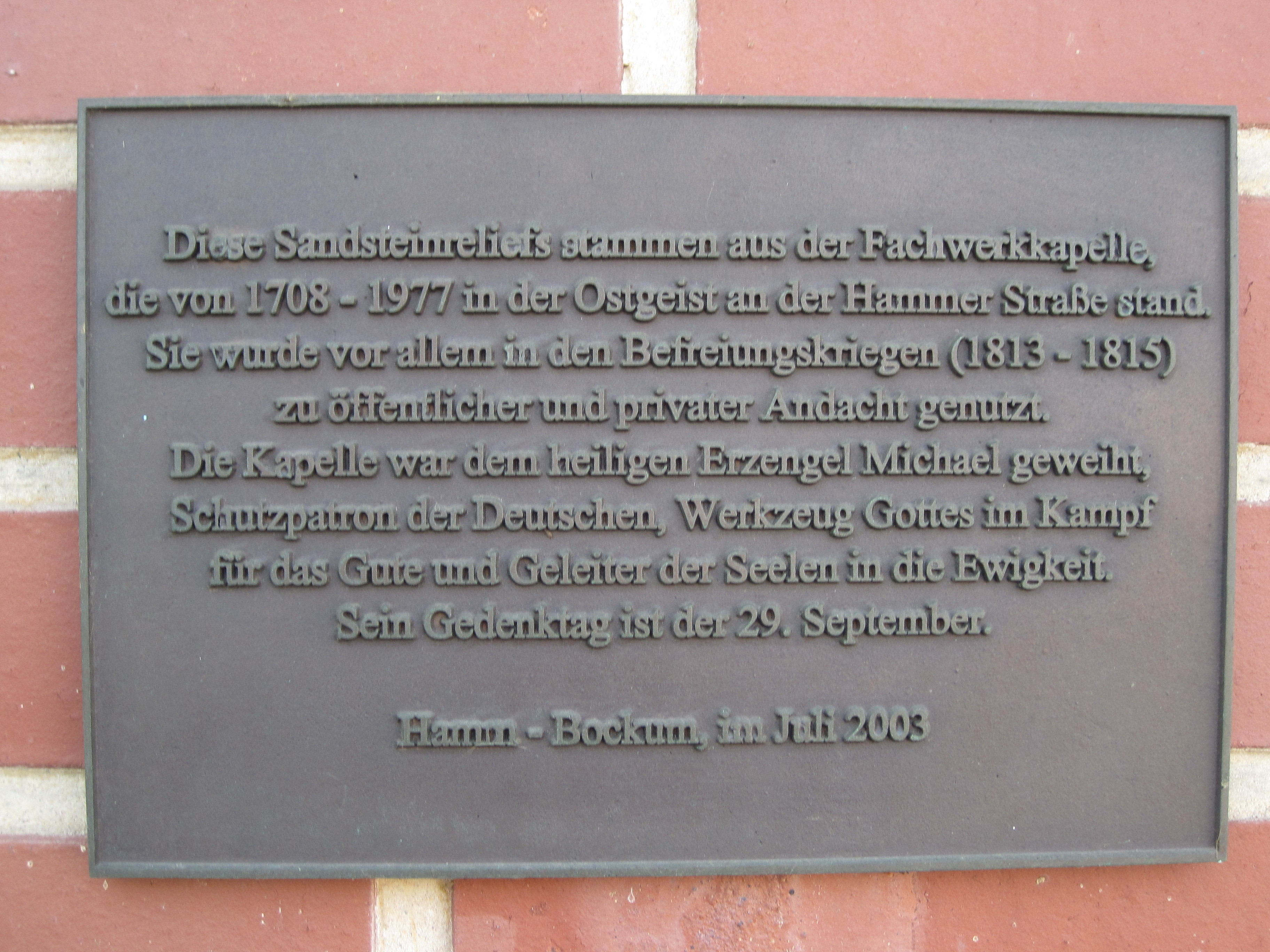
Bronzetafel zur Erläuterung der Kalksandsteintafeln am Pfarrheim der St. Stephanuskirche.

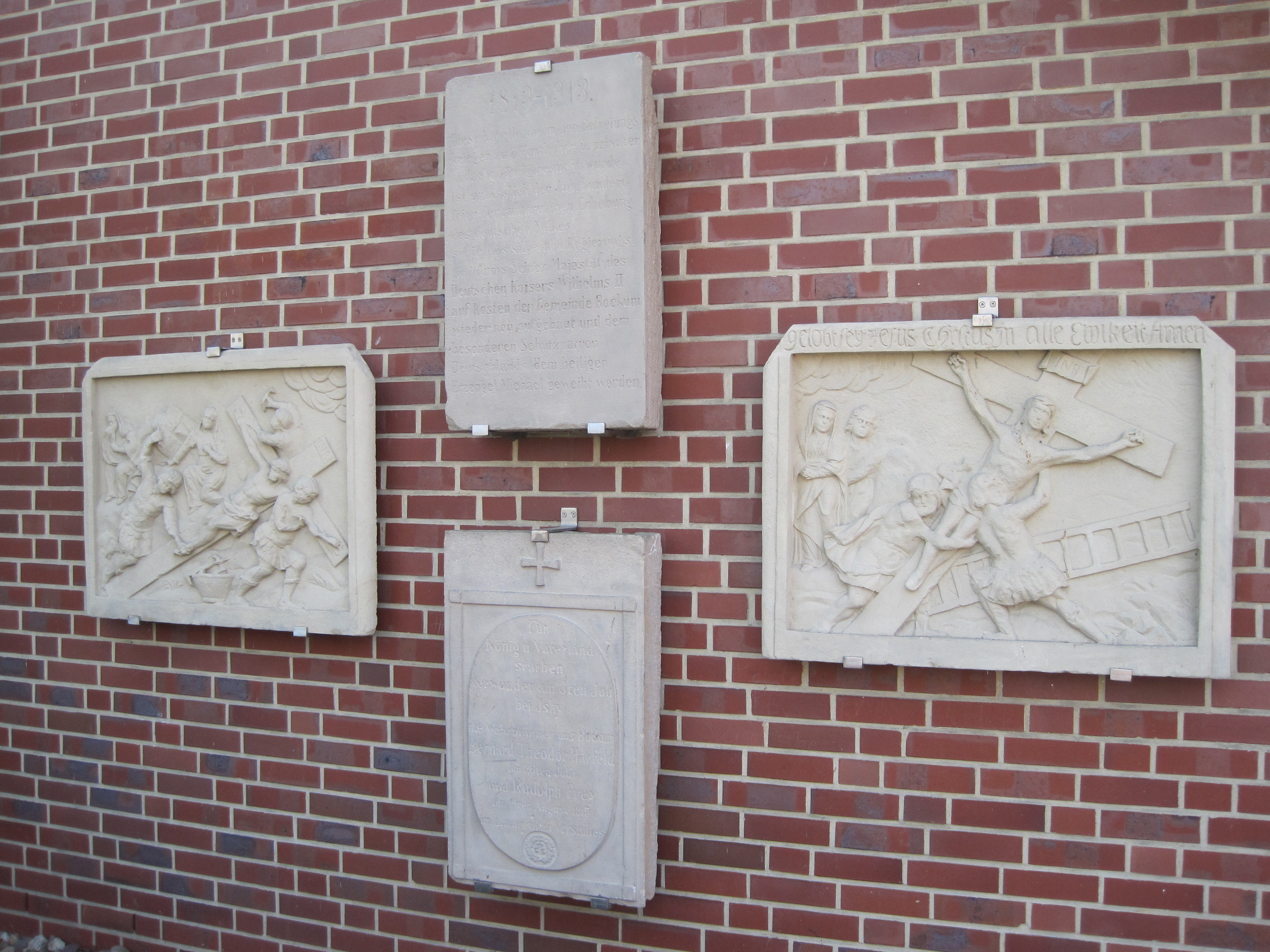
Kalksandsteintafeln am Pfarrheim der St.-Stephanus-Kirche.

Die St.-Michaels-Kapelle stand zwischen 1708 und 1977 im Dorf Bockum, das heute zum Stadtbezirk Hamm-Bockum-Hövel der Großstadt Hamm gehört.

## Standort
Sie befand sich in dem Winkel, den die Hammer Straße mit dem alten Landweg nach Stockum bildet. Früher wurde diese Region „Ostgeist“ genannt, heute ist dies die Ecke Hammer Straße/verlängerte Stockumer Straße. Zuletzt stand die St. Michaels-Kapelle unter einer Reihe von Silber-Linden.

## Geschichte
Aus einer Inschrift der St.-Michaels-Kapelle geht hervor, dass sie im Jahre 1708 auf Veranlassung und Stiftung des Pfarrers Theodor Hermann Schreiner erbaut worden ist. Dieser war zwischen 1700 und 1746 Pfarrer an der St.-Stephanus-Kirche.
Insbesondere während der Befreiungskriege von 1813 bis 1815 war die dem Erzengel Michael geweihte Kapelle ein viel besuchter Andachtsort. Unter anderem wurde hier der drei Bockumer Bürger gedacht, die in dieser Zeit in Frankreich gefallen sind: Der Erzengel Michael gilt als Schutzpatron der Deutschen, Werkzeug Gottes im Kampf für das Gute und Geleiter der Seelen in die Ewigkeit.
Später bildete die Kapelle eine Station bei der Fronleichnamsprozession.
Im Laufe von zwei Jahrhunderten wurde die Kapelle so baufällig, dass sie 1912 abgebrochen werden musste. Ein Jahr später, 1913, baute die damalige Gemeinde Bockum die Kapelle anlässlich der Hundertjahrfeier zur Erinnerung an die Befreiungskriege als Fachwerkskapelle an ihrem alten Standort und in exakt ihrer alten Gestalt wieder auf.
Das auch Heiligenhäuschen genannte Bauwerk wurde 1977 endgültig entfernt, weil es baufällig und stark beschädigt war.
25 Jahre später, am Michaelsfest (29. September 2002) wurde an der alten Stelle eine Michaelsskulptur des Bockumer Künstlers Josef Dieckmann aufgestellt. Sie soll an die St.-Michaels-Kapelle erinnern. Die Skulptur wurde der Gemeinde St. Stephanus durch die Spar- und Darlehnskasse Bockum-Hövel e. G. gestiftet.

## Kalksandsteintafeln
In der alten Kapelle befanden sich vier Tafeln aus Kalksandstein, die verschiedene Motive zeigten. Zwei von ihnen sind Gedenksteine und erinnern an die Gefallenen der Napoleonischen Kriege. Die beiden anderen barocken Tafeln zeigen die Kreuzigung Jesu und die Abnahme vom Kreuz. Die Votivtafeln befanden sich lange Zeit im Magazin des Städtischen Gustav-Lübcke-Museums Hamm. Dann ließ die Kirchengemeinde sie, finanziert durch Spendengelder, in Ascheberg restaurieren. Heute hängen die Tafeln an der östlichen Außenwand des Pfarrheims der St.-Stephanus-Kirche. Zusätzlich befindet sich dort eine Bronze-Tafel, die ihre Geschichte erzählt.